# Sủa
Sủa là âm thanh thường phát ra từ các loài chó và cả các loài như sói xám, sói đồng cỏ, cáo, các loài khác trong nhóm động vật chân màng hay chi Mèo túi. Tiếng Việt sử dụng những từ tượng thanh "gâu" hay "ẳng" để miêu tả tiếng sủa/kêu của chó. 

## Ở chó
Tiếng chó sủa khác biệt với sói sủa trên phương diện bộc lộ hành vi và cảm xúc. Tiếng sủa chỉ chiếm khoảng 2,3% trong tần suất phát âm của sói và được mô tả là "hiếm" xuất hiện. Theo Schassburger, sói chỉ sủa trong những trường hợp cảnh báo, tự vệ và phản kháng. Ngược lại, chó sủa trong nhiều tình huống phản ứng với môi trường xung quanh, giao tiếp bằng âm thanh ở chó được nhận xét là có tính phì đại. Ngoài ra, trong khi sói có xu hướng sủa ngắn và từng tiếng một tách biệt, chó lại sủa thành tiếng dài và nhiều lần. Thực tế đã ghi nhận có những con chó sủa hàng giờ mới ngừng lại.
Lý do giải thích cho sự khác biệt vẫn chưa rõ ràng, tuy vậy, có quan điểm cho rằng chó sủa thường xuyên là do sự thuần hóa từ lâu đời của loài người. Ví dụ chứng minh là loài cáo nhà, quá trình thuần hóa tác động đến con vật đáng kể. Các giống vật nuôi nói chung có nhiều đặc điểm sinh lý và hành vi khác với đồng loại trong môi trường hoang dã của chúng, tuy vậy vẫn duy trì các đặc tính của một con non hoang dã khi chúng đã trưởng thành. Ví dụ, những con chó trưởng thành thường có phần đầu lớn, tai rủ, mõm ngắn giống như những con sói hoang lúc còn bé. Hành vi của chó nhà cũng giống với sói con: có sự phục tùng, có thể kêu và rên rỉ.